# Кемпінський повіт
Кемпінський повіт (пол. powiat kępiński) — один з 31 земських повітів Великопольського воєводства Польщі.
Утворений 1 січня 1999 року в результаті адміністративної реформи.

## Загальні дані
Повіт знаходиться у південній частині воєводства.
Адміністративний центр — місто Кемпно.
Станом на 1.01.2008 населення становить 55 670 осіб, площа 608,27 км².

## Демографія
Демографічні дані повіту станом на 30.06.2005:
|       | Всього | Всього | Жінки  | Жінки | Чоловіки | Чоловіки |
| ----- | ------ | ------ | ------ | ----- | -------- | -------- |
|       | осіб   | %      | осіб   | %     | осіб     | %        |
| Повіт | 55 194 | 100    | 28 000 | 50,7  | 27 194   | 49,3     |
| Міста | 14 725 | 100    | 7749   | 52,6  | 6976     | 47,4     |
| Села  | 40 469 | 100    | 20 251 | 50    | 20 218   | 50       |